# Кислово (Великолукский район)
Кисло́во — деревня в Великолукском районе Псковской области России. Входит в состав Переслегинской волости.

## География
Расположена на северо-западе района на автодороге Великие Луки — Переслегино — Локня (Р51), в 13 км к северо-западу от райцентра Великие Луки. Деревня находится на северо-западном берегу озера Кислое, примыкая на востоке к бывшему волостному центру, деревне Русаново.

## Население
| 2001 | 2002 | 2010 |
| ---- | ---- | ---- |
| 396  | ↘353 | ↘293 |

Численность населения деревни по состоянию на начало 2001 года составила 396 жителей.

## История
С января 1995 до декабря 2014 года деревня входила в состав ныне упразднённой Горицкой волости.